# أفعال غير لفظية إنجازية
قدم الفيلسوف جيه إل أوستن مفهوم الأفعال غير اللفظية في علم اللغة في تحقيقه في الجوانب المختلفة لأفعال الكلام.
في ضوء الإطار الفكري الذي قدمه أوستن، يعرف اللفظ على أنه ما قيل والمعنى المراد منه، والإنجاز هو ما تم فعله، والتأثير هو ما حدث نتيجة لذلك.
عندما يقول أحدهم على مائدة العشاء: «هل يوجد ملح؟»، فإن الفعل غير اللفظي (الإنجازي) هو الطلب: «من فضلك أعطني بعض الملح»، على الرغم من أن الفعل اللفظي (الجملة الحرفية) كان يطرح سؤالاً عن وجود الملح.
وقد يكون الفعل التأثيري (التأثير الفعلي) هو المتسبب في قيام شخص ما بتمرير الملح.

## نظرة عامة
يرتبط مفهوم الفعل اللفظي ارتباطًا وثيقًا بمبدأ أوستن لما يسمى بالكلام «الأدائي» و «الكلام المعياري»، حيث يكون الكلام «أداءً» إذا ، وفقط إذا استعمل في سياق «القيام بعمل ما» (1975، 5)، وهو ما يقصد به أوستن الأداء غير اللفظي الإنجازي للفعل (Austin 1975، 6 n2، 133). ووفقًا لمنظور أوستن الذي أورده في كتابه «كيفية فعل الأشياء بالكلمات»، فإن الفعل غير اللفظي هو الفعل الذي:
- (1) يحتاج أداءه أن يوضح لشخص آخر أن الفعل قد نفذ أو فهم (أوستن يتحدث عن "تأمين الاستيعاب'').
- (2) يتضمن أداءه إنتاج ما يسميه أوستن «النتائج التقليدية» مثل الحقوق أو الالتزامات أو الالتزامات (Austin 1975، 116f. 121، 139).

وبالتالي، وعلى سبيل المثال، من أجل قطع وعد لشخص ما، يجب أن أوضح للجمهور أن الفعل الذي أؤديه هو وعد، وفي أداء الفعل سألتزم بالتزام تقليدي للقيام بالشيء الموعود به:، وسيفهم الشخص الذي وعدته ما يعنيه أن أقطع وعدًا أوفي به. وبناء على ذلك، فإن الوعد هو فعل غير لفظي إنجازي بالمعنى الحالي. ومنذ وفاة أوستن، تلقى مصطلح الأفعال غير اللفظية تعاريفاً مختلفة من قبل العديد من المؤلفين.
تتمثل إحدى طرق التفكير في الاختلاف بين الفعل غير اللفظي الإنجازي (على سبيل المثال: إعلان، أو أمر، أو وعد)، والفعل التأثيري (على سبيل المثال: رد فعل المستمع) في ملاحظة كيف في المثال السابق، من خلال نطق العبارة: «أعدك بموجب هذا» - (وبافتراض أن جميع السمات الضرورية الأخرى للوضع الأدائي متناسقة)، فإن الفعل قد حدث؛ بمعنى أن الوعد قد نفذ. قد تتضمن النتيجة التأثيرية (كيف يتفاعل الشخص المقدم له الوعد) القبول، أو الشك، أو عدم التصديق، لكن أيا من ردود الأفعال هذه لا تغير القوة الإنجازية للفظ (العبارة): تم قطع الوعد.
وهذا يعني أنه في كل حالة يكون الإعلان، أو الأمر، أو الوعد، قد حدث بالضرورة بموجب الكلام نفسه، سواء كان المستمع يؤمن بالإعلان، أو الأمر، أو الوعد، أو يتصرف بناءً عليهم أم لا.
ومن ناحية أخرى، في الفعل التأثيري، لا يتحقق موضوع الكلام إلا إذا قرر المستمع ذلك، على سبيل المثال، إذا قال أحدهم، «أنا أهينك بموجب هذا»، أو «أقنعك بموجب هذا» - لا نفترض أن الإهانة قد حدثت بالضرورة، ولا أن الإقناع حدث كذلك، ما لم يكن المستمع قد تعرض للإهانة بشكل مناسب أو أقنعه الكلام.

## مقاربات لتعريف الفعل غير اللفظي الإنجازي
في حين استخدم أوستن كلمة «أدائية» للحديث عن أنواع معينة من الكلام على أن لها «قوة»، فإن مصطلح «الإنجاز» يشير إلى صفة أو جانب لكل جوانب الكلام. تمتلك جوانب الكلام إحساس أو معنى لفظي، وقوة إنجازية، ونتيجة تأثيرية. شجع هذا المنهج ظهور الرأي القائل بأنه حتى العبارات المعيارية الصحيحة أو الخاطئة لها قوة إنجازية (كما في عبارة «أنا أصرح وأؤكد»)، ويمكن حتى تقييم الأداء على أنه يعبر عن بيانات صحيحة أو خاطئة (حيث أن الحكم «بالذنب» قد يكون صحيحًا أو خاطئًا). غالبًا ما يؤكد أيضًا على أن أوستن يُعرف الفعل الإنجازي على أنه مناقض لجوانب أخرى من «الفعل» من خلال «التحدث». الفعل الإنجازي، كما يقول أوستن، هو فعل ينفذ عند قول شيء ما، كما يتناقض مع الفعل التأثيري الذي يتمثل في قول شيء ما، ويتناقض أيضا مع فعل تأثيري، وهو الفعل الذي ينفذ ب قول شيئا ما. ومع ذلك، تخلى أوستن في النهاية عن الاختبار الذي يتضمن مفهومي «في القول» و «بالقول» (1975، 123).
ووفقًا للمفهوم الذي تبناه باخ وهارنيش في «قوانين التواصل اللغوي والكلام» (1979)، فإن الفعل الإنجازي هو محاولة للتواصل، والتي يحللونها على أنها تعبير عن موقف. ويعود المفهوم الآخر للفعل الإنجازي إلى كتاب شيفر «المعنى» (1972، 103)، حيث يمثل الفعل الإنجازي على أنه مجرد فعل التعبير عن معنى لشيء ما.
وفقًا للرأي السائد، فإن وصف جون سيرل لـ «الأفعال غير اللفظية الإنجازية» يعتبر وصفًا مناسبًا ومفيدًا (على سبيل المثال، 1969، 1975، 1979). ومع ذلك، فقد كان هناك شك في السنوات الأخيرة فيما إذا كان تفسير سيرل قائمًا على أسس جيدة. فقد تلقى سيرل نقد واسع النطاق في مؤتمر FC Doerge 2006. وهناك مجموعة من المقالات تحقق في آراء سيرل، والتي تتضمن المقالات التالية: Burkhardt 1990 و Lepore / van Gulick 1991.

## أنواع الأفعال الغير لفظية الإنجازية
وضع سيرل (1975) التصنيف التالي لأفعال الكلام الغير لفظية الإنجازية:
- التأكيدات = أفعال الكلام التي تلزم المتحدث بحقيقة الاقتراح المعبر عنه.
- التوجيهات = أفعال الكلام التي تجعل المستمع يتخذ إجراءً معينًا، مثل الطلبات والأوامر والنصائح.
- التفاويض = أفعال الكلام التي تلزم المتحدث ببعض الإجراءات المستقبلية، مثل الوعود والقسم.
- التعبيرات = أفعال الكلام التي تعبر عن مواقف المتحدث وعواطفه تجاه الاقتراح، مثل التهاني والأعذار والشكر.
- التصريحات = أفعال الكلام التي تغير الواقع وفقًا لاقتراح الإعلان، على سبيل المثال، التعميد أو النطق بالذنب أو النطق بشخص ما الزوج والزوجة.

يُقصد بهذا التصنيف أن يكون شاملاً ولكن الفئات قابلة للتبديل والتغيير: المثال المعروف لجون أوستن «أراهنك بخمسة جنيهات بأنها سوف تمطر» هو أمر توجيهي وتفويضي.

## القوة غير اللفظية الإنجازية
يستفيد العديد من منظري الفعل الكلامي، بما في ذلك أوستن نفسه، من فكرة القوة الإنشائية . في رواية أوستن الأصلية، لا تزال الفكرة غير واضحة إلى حد ما. يرى بعض أتباع أوستن، مثل ديفيد هولدكروفت، أن القوة الإرشادية هي ملكية لفظية يجب إجراؤها بقصد أداء عمل تنبيهي معين - بدلاً من أن تكون أداءً ناجحًا للفعل (والذي من المفترض أن يتطلب مزيدًا من ملاءمة ظروف معينة). وفقًا لهذا التصور، فإن قول «أراهنكم على أنه خمسة أرطال ستمطر» قد يكون له قوة إعلامية حتى لو لم يسمعها المرسل إليه. ومع ذلك، يفترض باخ وهارنيش القوة الإرشادية إذا، وفقط إذا تم تنفيذ هذا العمل الإعلامي أو ذاك (بنجاح). وفقًا لهذا المفهوم، يجب أن يكون المرسل إليه قد سمع وفهم أن المتحدث يعتزم الرهان معهم من أجل أن يكون للكلام «قوة إنذار».
إذا تبنينا مفهوم القوة الإنجازية كجانب من جوانب المعنى، فيبدو أن «القوة» (المقصودة) لجمل أو أقوال معينة ليست واضحة تمامًا. إذا قال أحدهم، «من المؤكد أن الجو بارد هنا»، فهناك العديد من الأفعال الإنجازية المختلفة التي قد يستهدفها الكلام. قد ينوي القائل أن يصف الغرفة، وفي هذه الحالة تكون القوة الإنجازية هي قوة «الوصف». لكن قد ينوي القائل أيضًا انتقاد شخص كان يجب أن يحافظ على دفء الغرفة. أو قد يُقصد به أن يطلب من شخص ما إغلاق النافذة. قد تكون هذه القوى مترابطة: قد يكون ذلك عن طريق القول بأن درجة الحرارة شديدة البرودة لدرجة أن المرء ينتقد شخصًا آخر. يشار إلى مثل هذا الأداء لفعل إنجازي عن طريق أداء آخر على أنه فعل الكلام غير المباشر.

## وسائل تحديد القوة الإنجازية (IFIDs)
غالبًا ما يتحدث Searle وVanderveken عما يسمونه «وسائل تحديد القوة الإنجازية» (IFIDs). من المفترض أن تكون هذه الوسائل عناصراً أو جوانب من الأدوات اللغوية التي تشير إما (اعتمادًا على مفاهيم «القوة الإنجازية» و «الفعل الإنجازي») إلى أن النطق يتم باستخدام قوة إنجازية معينة، أو أنه يتضمن أداء فعل إنجازي معين. في اللغة الإنجليزية، على سبيل المثال، من المفترض أن يشير الاستفهام إلى أن الكلام (المقصود) هو سؤال؛ ويشير التوجيه إلى أن الكلام المقصود (يُقصد به) فعل إنجازي توجيهي (أمر، طلب، إلخ)؛ ومن المفترض أن تشير عبارة «أعدك» إلى أن الكلام المقصود هو قطع الوعد. تتضمن وسائل تحديد القوة الإنجازية الممكنة في اللغة الإنجليزية التالي: ترتيب الكلمات، والتشديد، وقوة النبرة، وعلامات الترقيم، وحالة الفعل، والأفعال الأدائية.

## النفي الإنجازي
هناك مفهوم آخر يستخدمه Searle و Vanderveken وهو مفهوم «الإنكار الإنجازي». ويمكن تفسير الاختلاف بين «النفي الإنجازي» و «النفي الافتراضي» بالإشارة إلى الاختلاف بين عبارتي: «لا أعد بالمجيء» و «أعدك بعدم المجيء». تعتبر العبارة الأولى إنكاراً إنجازياً- حيث كلمة «لا» تنفي الوعد. أما العبارة الثانية تنفي الاقتراح. من وجهة نظر Searle و Vanderveken ، فإن الإنكار الإنجازي يغير نوع الفعل الإنجازي.

## قراءة أخرى
- مناقشة الأفعال الخطابية في ثانية. 1 من موسوعة ستانفورد للفلسفة، «تأكيد»